# Christine Chubbuck
Christine Chubbuck (* 24. August 1944 in Hudson, Ohio; † 15. Juli 1974 in Sarasota, Florida) war eine Moderatorin des US-amerikanischen Fernsehsenders WXLT-TV. Sie beging vor laufender Kamera Suizid.

## Leben
In Christine Chubbuck stand der selbstbewussten, gewissenhaften Journalistin eine privat sehr verschüchterte, von Torschlusspanik geprägte Frau gegenüber. Eine Beziehung hatte Chubbuck im Laufe ihres kurzen Lebens nicht, in ihrer Highschool-Zeit war sie Mitglied des Clubs Dateless Wonders. Ein Jahr vor ihrem Tod wurde ihr ein Eierstock entfernt, die Ärzte legten ihr nahe, sich bald um ihre Familienplanung zu kümmern. Kurz vor ihrem 30. Geburtstag lebte sie gemeinsam mit ihren Geschwistern bei ihrer Mutter. Ihr Suizid war für ihre Familie keine Überraschung, sie kündigte ihn zwei Tage vor der Tat an. Chubbuck befand sich wegen ihrer Depressionen in ärztlicher Behandlung. Unter ihrem Tisch im Studio war immer eine Tasche mit den Tabletten, die sie während einer Sendung benötigte. An diesem Tag war in dieser Tasche auch der Revolver.

## Vorbereitung und öffentlicher Suizid
Drei Wochen vor ihrem Suizid fragte Christine Chubbuck den Chefredakteur, ob sie „etwas über Suizid“ senden dürfe. Nachdem er zugesagt hatte, vereinbarte Chubbuck einen Termin mit einem Fachmann für Suizidfälle der örtlichen Polizei. In der Befragung beschrieb der Polizist unter anderem, welche Waffe und welche Schussrichtung die sicherste Wirkung habe. Genau diese Verfahrensweise verwendete Chubbuck bei ihrer Tat. Eine Woche vor ihrem Suizid erzählte sie einem Mitarbeiter, dass sie sich eine Waffe besorgt habe, und scherzte darüber, sich selbst vor laufenden Kameras zu töten. Zwei Tage vorher führte sie mit ihrem jüngeren Bruder ein Gespräch und kündigte ihr Vorhaben an, allerdings nicht zum ersten Mal.
Am 15. Juli 1974 um 09:38 Uhr, 8 Minuten nach Sendebeginn ihrer Sendung Suncoast Digest im Sender WXLT-TV, zog Christine Chubbuck ihren .38er-Revolver und schoss sich in den Kopf. Es ist der erste bekannte Fall, in dem sich ein Mensch live vor laufenden Kameras umbrachte. Sie starb 14 Stunden später im Krankenhaus.
Entgegen ihrer sonstigen Einstellung hatte sie Bilder einer Schießerei bestellt. Als es zu technischen Problemen kam und sich die Ausstrahlung verzögerte, lächelte Chubbuck zum Erstaunen ihrer Kollegen und begann ein selbstverfasstes Script zu verlesen. Währenddessen glitt ihr rechter Arm unter den Tisch und holte den Revolver hervor.
Ihre letzten bekannten Worte sind:

“In keeping with Channel 40’s policy of bringing you the latest in blood and guts, and in living color, you are going to see another first – attempted suicide.”

„Übereinstimmend mit der Tradition von Channel 40, Ihnen die aktuellen Blut- und Ekelneuigkeiten zu bringen, sehen Sie nun, live und in Farbe, eine weitere Premiere: einen versuchten Suizid.“

Der technische Leiter der Sendung reagierte schnell, doch das Bild wurde erst nach dem Schuss und nachdem Christine Chubbuck mit dem Kopf auf den Tisch gefallen war und hinter den Tisch zu Boden sank, auf schwarz geschaltet; der Knall des Schusses war laut und deutlich zu hören. Ihre Kollegen dachten zuerst an einen Scherz und eilten wütend zu ihr, was sich beim Näherkommen änderte. Das Script, das Chubbuck für diesen Tag zu ihrer Sendung geschrieben hatte, beschrieb detailliert, wie man sie ins Krankenhaus fahren würde und wie man erklären würde, dass ihr Zustand kritisch sei. Auch verabschiedete sie sich von den Kollegen und bekräftigte ihre Entscheidung zur öffentlichen Selbsttötung.

## Nach der Tat
Ihr Leichnam wurde eingeäschert und die Asche bei einer Trauerfeier zur Musik von Roberta Flack von ihrer Mutter ins Meer gestreut. 120 Trauergäste, darunter ihre Kollegen, waren anwesend. Ihre Show wurde nicht abgesetzt. Begründung ihres Vorgesetzten war, dass ihr Suizid mit dem Sender nichts zu tun habe, sondern mit Torschlusspanik. Die Aufnahmen der Tat wurden vom Eigentümer des Senders bis zu seinem Tod unter Verschluss gehalten und danach seiner Witwe übergeben. Diese beauftragte nach eigenen Angaben eine große Anwaltsfirma mit der Verwahrung und hatte keine Absicht zur Veröffentlichung.
2007 äußerte sich erstmals Greg Chubbuck öffentlich zum Tod seiner Schwester.

## Verfilmungen
Dieser Vorfall diente Paddy Chayefsky als Inspiration für sein Drehbuch zum mit vier Oscars prämierten Film Network von 1976. Als weitere Adaption entstand 2016 unter der Regie von Antonio Campos und mit Rebecca Hall in der Rolle der Christine Chubbuck der Film Christine, der erstmals auf dem Sundance Film Festival 2016 gezeigt wurde.